# 국도 제11호선
국도 제11호선은 부산광역시 강서구 가덕도동 가덕도신공항부터 녹산동까지를 잇는 대한민국의 일반 국도이다. 가덕도신공항 접근도로와 송정IC~가덕대교 고가도로로 구성되어 있으며, 전 구간이 아직 개설되지 않았다.

## 연혁
- 2024년 8월 2일: '부산 강서 ~ 강서선'으로 국도 제11호선을 새로 신설함.[1]

## 주요 경유지
부산광역시
- 강서구 가덕도동, 녹산동